# Lapsologie
Die Lapsologie ist ein Teilgebiet der Linguistik, insbesondere der Psycholinguistik, das sich mit den Fehlern beim Sprachenlernen beschäftigt. Ihr Interesse gilt dabei weniger den motorischen, in der Steuerung von Lippen, Zunge, Gaumen und Kehlkopf begründeten Schwierigkeiten bei der Bewältigung einer Fremdsprache (vgl. Akzent), als vielmehr den kulturellen und psychologischen Hintergründen eines "lapsus" (lat.: "Fehlers"). (Vgl. z. B. Germanismus, Anglizismus). Da solche Irrtümer häufig nicht nur beim Erlernen einer Fremdsprache auftreten, sondern auch beim Versuch, innerhalb der Muttersprache die Barriere von  einem ursprünglich erlernten Dialekt, Regiolekt oder Soziolekt zur Standardsprache und Schriftsprache zu überwinden, hat die Lapsologie auch als Teilgebiet der Soziolinguistik einen Stellenwert.